# Björn Raven
Björn Raven (Den Haag, 6 september 1975) is een Nederlands voormalig voetballer. Hij kwam uit voor FC Zwolle en FC Dordrecht.

## Statistieken
| Seizoen | Club         | Land      | Competitie     | Wed. | Goals |
| ------- | ------------ | --------- | -------------- | ---- | ----- |
| 1995/96 | FC Zwolle    | Nederland | Eerste divisie | 17   | 0     |
| 1996/97 | FC Zwolle    | Nederland | Eerste divisie | 5    | 0     |
| 1998/99 | FC Dordrecht | Nederland | Eerste divisie | 12   | 0     |
| Totaal  | Totaal       | Totaal    | Totaal         | 34   | 0     |